# Homopode de Namibie
Homopus solus
Pour les articles homonymes, voir Homopode.
Espèce
Statut de conservation UICN

 VU (Needs updating) C2a : Vulnérable
Statut CITES
Homopus solus, l'Homopode de Namibie, est une espèce de tortues de la famille des Testudinidae.

## Répartition
Cette espèce est endémique de Namibie. Elle se rencontre dans les environs d'Aus.

## Taxinomie
Cette espèce a longtemps été nommée par erreur Homopus bergeri qui est un synonyme de Psammobates tentorius verroxii.

## Publication originale
- Branch, 2007 : A new species of tortoise of the genus Homopus (Chelonia: Testudinidae) from southern Namibia. African Journal of Herpetology, vol. 56, p. 1–21.